# سرطانة الخلية الصافية الرحمية
```
سرطانة الخلية الصافية الرحمية
 
(
بالإنجليزية
: 
Uterine clear-cell carcinoma
)‏
 هي شكل نادر من 
سرطان بطانة الرحم
 مع ميزات مورفولوجية مميزة في علم الأمراض، وهو مرض عدواني وله معدل 
تكرار
 عالي، ومثل 
السرطانة المصلية الحليمية الرحمية
 فإن مرض سرطانة الخلايا الصافية الرحمية يتطور من 
فرط تنسج بطانة الرحم
 كما أنه ليس حساسًا للهرمونات بل ينشأ من ضمور بطانة الرحم، هذه الآفات تنتمي إلى النوع الثاني من سرطانات بطانة الرحم.
[
1
]
```

## التشخيص
تم العثور على الآفة في المرضى الذين يعانون عادة من نزيف أو إفراز غير طبيعي بعد انقطاع الطمث، ويتبع هذا النزيف تقييمًا إضافيًا يؤدي إلى تشخيص الأنسجة، وعادة ما يتم ذلك عن طريق توسيع وكحت الرحم (D&C)، وتكون إجراءات التشخيص المتبعة للبحث عن أي انبثاث باستخدام تقنية التصوير بما في ذلك التصوير بالموجات فوق الصوتية والتصوير بالرنين المغناطيسي، كان متوسط عمر من أُجريَ عليهم التشخيص في دراسة كبيرة 66 سنة، وبُناءً على ما يُظهره علم الأنسجة فقد تتعايش الآفة مع سرطان بطانة الرحم الكلاسيكي.

## المآل والعلاج
يتأثر مآل سرطانة الخلايا الصافية الرحمية بالعمر والمرحلة والأنسجة وكذلك العلاج
العلاج الأساسي هو الجراحة، تتم عملية تحديد مراحل تطور مرض السرطان طبقًا للاتحاد الدولي لطب النساء والتوليد في وقت الجراحة الذي يتكون من السيتولوجيا الصفاقية واستئصال الرحم بأكمله واسئصال البوق والمبيض على كلا الجانبين واستئصال العقدة الليمفية الحوضية أو المجاورة للأبهر و استئصال الثرب الكبير، ويكون الورم عدوانيًا وينتشر بسرعة في عضل الرحم والجهاز اللمفاوي، وبالتالي فإنه حتى في المراحل المبكرة المفترضة ينبغي تضمين استئصال العقد اللمفية واستئصال الثرب الكبير في النهج الجراحي، وإذا كان الورم قد انتشر فإن الجراحة تكون عبارة عن عملية اختزال خلوي يتم اتباعها بالعلاج الإشعاعي و / أو العلاج الكيميائي.
تم الإبلاغ عن بقاء لمدة خمس سنوات لنسبة 68٪.

### تصنيف المراحل
يتم تنظيم سرطانة الخلايا الصافية الرحمية مثل أشكال أخرى من سرطان بطانة الرحم في وقت الجراحة باستخدام نظام التدريج العالمي للسرطان والتوليد الذي أسسه الاتحاد الدولي لطب النساء والتوليد عام 2009
- المرحلة الأولى (أ): يقتصر الورم على الرحم ولا يوجد غزو لعضل الرحم وربما يتواجد أقل من نصفه
- المرحلة الأولى (ب): يقتصر الورم على الرحم ويغزو أكثر من نصف عضل الرحم
- المرحلة الثانية:غزو سدوي لعنق الرحم ولكن ليس خارج الرحم
- المرحلة الثالثة (أ): ورم يغزو المصلية أو ملحقاتها
- المرحلة الثالثة (ب): انبثاث مهبلي أو لجوار الرحم
- المرحلة الثالثة (ج1):انبثاث لعقدة الحوض
- المرحلة الثالثة (ج2): انبثاث لجوار الأبهر
- المرحلة الرابعة (أ): ورم يغزو المثانة و / أو الغشاء المخاطي في الأمعاء
- المرحلة الرابعة (ب): الانبثاثات البعيدة بما في ذلك الانبثاث البطني و / أو انبثاث إلى العقد الليمفاوية الإربية